# Gurgevište
Ǵurǵevište (makedonsky: Ѓурѓевиште, albánsky: Gjergjevisht) je vesnice v Severní Makedonii. Nachází se v opštině Vrapčište v Položském regionu. Dříve spadala do opštiny Negotino-Pološko. 
Podle sčítání lidu z roku 2002 žije ve vesnici 403 obyvatel. Etnickými skupinami jsou:
- Albánci – 399
- Makedonci – 3
- ostatní – 1